# سارا مارتينز
سارا مارتينز (بالفرنسية: Sara Martins)‏ هي ممثلة فرنسية، ولدت في 19 أغسطس 1977 في البرتغال.

## أعمال

### أفلام
- (2006) باريس، أحبك
- (2006) لا تخبر أحدا

## وصلات خارجية
- سارا مارتينز على موقع IMDb (الإنجليزية)
- سارا مارتينز على موقع ألو سيني (الفرنسية)
- سارا مارتينز على موقع أول موفي (الإنجليزية)
- سارا مارتينز على موقع قاعدة بيانات الأفلام السويدية (السويدية)
- سارا مارتينز على موقع قاعدة بيانات الفيلم (الإنجليزية)
- سارا مارتينز على موقع كينوبويسك (الروسية)